# 佩佩·朱利安·奧恩齊馬
佩佩·朱利安·奧恩齊馬（英語：Pepe Julian Onziema，1980年11月30日—）是烏干達的一名同志權利運動家。
在2014年，他接受了由莊·奧利華主持的美國電視節目《莊奧利華之昔日新聞報報》採訪關於烏干達LGBT人群的人權狀況。